# Pi Arietis
Pi Arietis, được Latinh hóa từ π Arietis, là định danh Bayer của một hệ thống nhiều sao nằm ở chòm sao phương bắc Bạch Dương. Dựa vào các đo đạc thị sai được thực hiện trong nhiệm vụ Hipparcos, hệ thống này cách Trái Đất khoảng 800 năm ánh sáng (250 parsec) và có cấp sao biểu kiến là 5,21. Nó là đủ sáng để có thể nhìn thấy bằng mắt thường.
Thành viên chính của hệ thống này là một sao dãy chính loại B đồ sộ với phân loại sao B6 V. Nó là một sao đôi quang phổ gần với chu kỳ quỹ đạo là 3,854 ngày, độ lệch tâm 0,04 và cấp sao biểu kiến tổ hợp là 5,30. Ở khoảng cách chia tách góc 3,28 giây cung là một sao dãy chính loại A cấp sao 8,46 với phân loại A0 Vp. Cuối cùng, thành viên thứ tư của hệ sao này là một sao dãy chính loại F cấp sao 11,0 với phân loại F8 V ở khoảng cách chia tách góc 25,2 cung giây từ thành viên chính của hệ.

## Tên gọi
Ngôi sao này, cùng với δ Ari, Ari, ζ Ari và ρ3 Ari, là Al Buṭain (ألبطين) của Al Bīrūnī, tên gọi kép của Al Baṭn - Bụng. Theo danh lục sao trong Technical Memorandum 33-507 - A Reduced Star Catalog Containing 537 Named Stars (Bản ghi nhớ kỹ thuật 33-507 - Danh lục sao rút gọn chứa 537 sao được đặt tên) thì Al Buṭain là tên gọi cho năm sao: δ Ari là Botein, π Ari là Al Buṭain I, ρ3 Ari là Al Buṭain II, ε Ari là Al Buṭain III và ζ Ari là Al Buṭain IV.
Trong thiên văn học Trung Quốc, 左更  (Zuǒ Gēng, Tả Canh) có nghĩa là quan viên phụ trách rừng núi, đề cập đến một mảng sao gồm π Arietis, ν Arietis, μ Arietis, ο Arietis và σ Arietis. Do đó, tên tiếng Trung của π Arietis là 左更五 (Zuǒ Gēng wu, Tả Canh ngũ)